# Solrad 10
Il Solrad 10, a volte citato anche come Explorer 44 o Explorer SE-C, è stato un satellite artificiale NASA del programma Solrad (acronimo di "Solar Radiation"), iniziato nel 1960 ed avente lo scopo di fornire un monitoraggio continuo della radiazione solare attraverso una serie di fotometri standard.

Tra gli scopi del Solrad 10 vi era poi anche quello di mappare l'intera sfera celeste utilizzando sensori di raggi X ad elevata sensibilità.

## Struttura e funzionamento
Il Solrad 10 aveva la forma di un prisma a dodici facce alto 60 cm e largo 76 ed era dotato di quattro pannelli solari disposti in maniera simmetrica e agganciati alla struttura centrale, i quali fungevano anche da elementi del sistema di antenna a campo rotante del satellite. Su una delle due basi del Solrad 10 erano poi disposti diciotto sensori solari i quali, posizionati parallelamente all'asse di spin, erano tutti rivolti direttamente verso il disco solare al fine di osservare la radiazione del Sole ognuno in una diversa banda ultravioletta o dei raggi X. Una volta messo in orbita il satellite era stabilizzato utilizzando la tecnica di stabilizzazione di spin, una tecnica di stabilizzazione passiva nella quale l'intero veicolo ruota su se stesso in modo che il suo vettore di momento angolare rimanga pressoché fissato nello spazio inerziale. Il movimento di rotazione è stabile se il
satellite gira attorno all'asse che ha momento d'inerzia massimo. Nel caso del Solrad 10, tale asse, l'asse di spin appunto, era orientato, con una precisione di ±1°, parallelamente all'asse immaginario che congiungeva il satellite al Sole in modo da far sì che tutti i sensori fossero esposti verso la nostra stella.

Il piano di rotazione si spostava inoltre di circa 1° al giorno, in modo che il sensore stellare a bordo del satellite potesse, nel tempo, scansionare l'intera sfera celeste.
I dati raccolti dal satellite potevano essere trasmessi in diretta sulla frequenza 137,710 MHz o anche inseriti in una memoria centrale e poi inviati, su comando, al centro operativo sulla Terra.

## Lancio e operatività
Il Solrad 10 venne lanciato l'8 luglio 1971 per mezzo di un razzo Scout B dall'area di lancio 3 della base di lancio Wallops.
Una volta messo in orbita, si decise di utilizzare i dati forniti da questo satellite, piuttosto che quelli forniti dal Solrad 9, in orbita dal 5 marzo 1968, per prevedere il comportamento del Sole, cosa particolarmente importante anche in vista delle missioni del Programma Apollo ancora da svolgere. Nel giugno del 1973 il dispositivo di archiviazione dei dati del Solrad 10 ebbe però un malfunzionamento e la NASA ricominciò a leggere i dati dalla memoria del Solrad 9, il quale rimase attivo fino al 25 febbraio 1974.
Il Solrad 10 ha infine effettuato il suo rientro in atmosfera, disintegrandosi, il 15 dicembre 1980.